# 氣候變化對鳥類的影響
鳥類與其他動物群體一樣，同樣會受到人為導致的全球暖化影響。迄今人們已進行過大量研究氣候變化對鳥類的影響（英語：Climate change and birds）的工作。其中包括追蹤數十年來物種生命週期變化以應對在變化中的世界，對不同進化壓力作用做評估，甚至拿收藏於博物館中的標本與現代鳥類進行比較，以追蹤其外觀和身體結構的變化。氣候變化對鳥類的直接和間接影響，其引起的變化範圍於預測它們的將來有非常重要的作用，可為保育工作提供重要的資訊，在最大限度內減少氣候變化導致的物種滅絕風險。
氣候變化緩解方案也會對鳥類產生不同的影響。據估計，即使風能發電對環境的影響會對鳥類產生威脅，仍然比持續的全球暖化效應所產生的要小很多。

## 成因
自第一次工業革命開始以來的氣候變化已導致地表氣溫升高約1.1°C (2.0°F)。由於未來溫室氣體排放和緩解行動的程度會決定屆時的氣候變化情景，如果全球採取迅速和全面的緩解措施，暖化可能會比目前的水平再增加不到0.4°C（0.72°F）（即巴黎協定設定的總升溫控制在1.5°C（2.7°F）以內）目標），若是持續大量排放溫室氣體，到本世紀末的升溫程度就會達到3.5°C (6.3°F) 左右（較工業化前平均水平升溫4.5°C (8.1°F)）。 :21

## 對鳥類的影響

### 身體變化

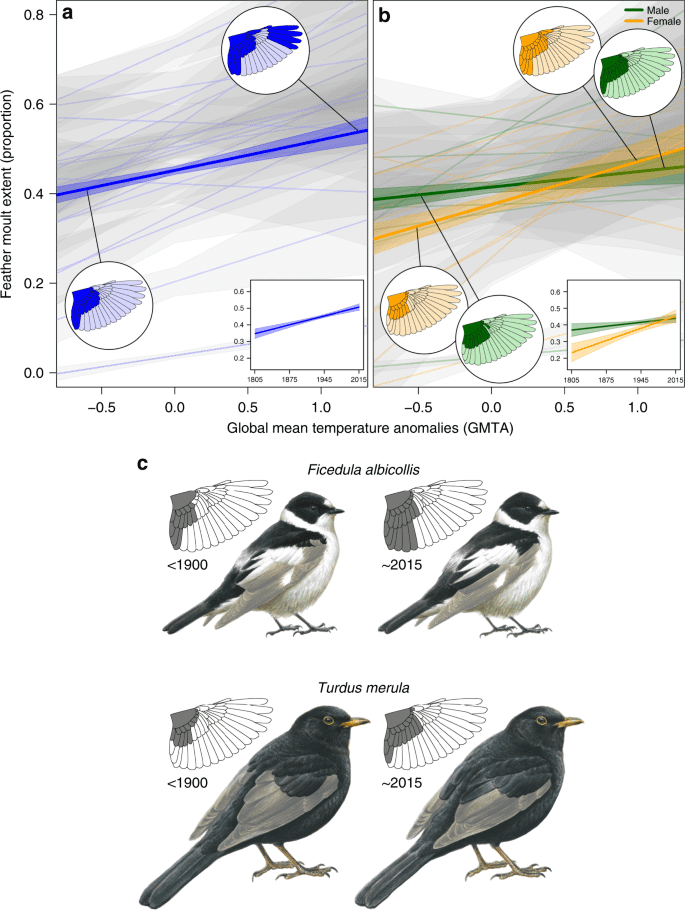
白領姬鶲（上）與烏鶇（下）幼鳥的博物館收藏標本（左）與今日的同類（右）比較。現代這類鳥在早期生命週期就已完成從出生到成年羽毛的轉變，而且雌性較雄性更早轉變。

鳥類是鳥綱中的一種恆溫脊椎動物，其特徵是身長羽毛、有無牙的喙狀下顎、卵生（透過硬蛋殼蛋孵化）、具高代謝率、有四腔心臟和堅固而輕的骨架。
氣候變化已經由促進鳥類羽毛變化而改變其中一些外觀。透過現代雀形目幼鳥與博物館中1800年代同一物種幼鳥標本的比較，顯示現代這些鳥類於生命週期中的早期就完成幼鳥羽毛轉變為成年羽毛，而且雌性比雄性更早完成。此外，藍山雀的羽毛是藍色與黃色相間，但針對法國地中海地區所做的一項研究，顯示這些對比色僅在2005年至2019年的幾年之內就變得沒那麼明亮和強烈。
於美國芝加哥所做的一項研究顯示鳥類小腿骨的長度（身體尺寸的指標）已平均縮短2.4%，翅膀則延長1.3%。在亞馬遜雨林中部地區，鳥類的質量（體型指標）每十年減少2%，翅膀長度每十年增加1%，這與氣溫與降水變化有關。這類生物形態學上的趨勢可能是依循演化中伯格曼法則的一例。整個歐亞大陸的雪雀的體型在過去的100年裡，體型變得越來越小，顏色也變得越來越深。
氣候變化導致的氣溫上升也被證明會讓許多候鳥的體型變小。在首次目的在確定氣候變化與認知和表型反應之間具有直接聯繫的研究中，研究人員發現大腦較小的鳥類的體型較大腦較大的，其體型減小更為明顯。體型減小是對氣溫升高的普遍反應，因為體型較小更易散熱，有助於應對熱度所引起的壓力。身體和大腦尺寸的減少也會導致認知和競爭能力下降，讓小型鳥類更易成為掠食者的目標。研究人員所做的另一項研究，比較1,176種鳥類的大腦尺寸，發現在幼鳥身上花費更多資源的物種，成長至成年後會有較大尺寸的大腦。孵化後餵養幼崽的時間越長，可延長大腦發育的時間，而產生更聰明、大腦更大的後代。氣候變化導致的環境變化將會影響鳥類獲得足夠食物來維持自己的大腦和養育幼崽的能力，發生大腦尺寸縮小的結果。因此，大腦更大、更聰明的鳥類，例如新喀鴉就有更好應對氣候變化帶來的挑戰。

### 物候學

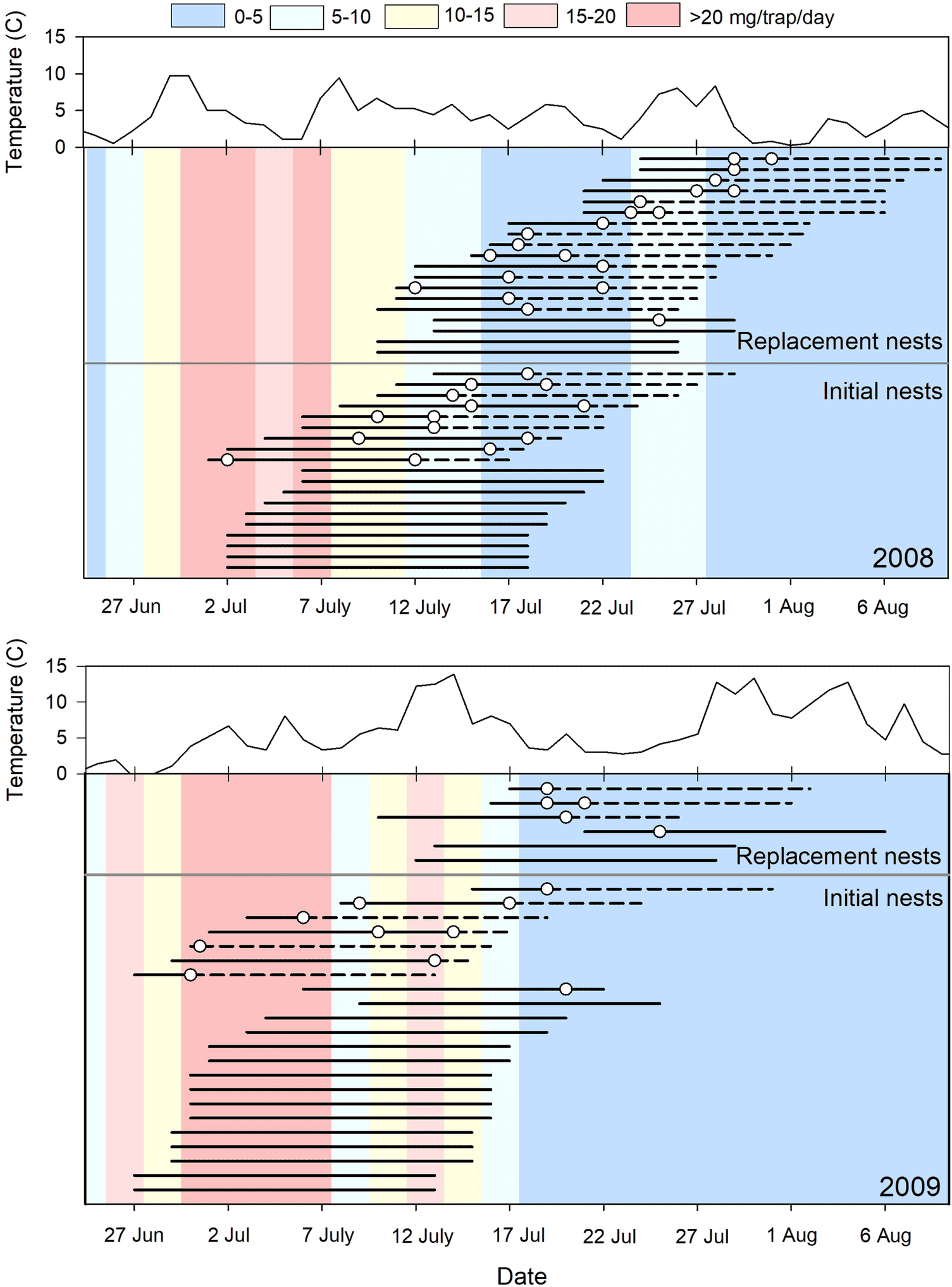
北極地區的涉禽（黑腹濱鷸）於2008年（正常）及2009年（較熱）年份呈現的物候學差異。

對於許多物種而言，氣候變化已導致物候學上的不匹配，這是物種年度週期中某個方面的時間不再與另一方面保持一致的現象，而損害此物種的進化適應度。物種於繁殖和遷徙等事件期間會消耗掉非常大的能量，且通常只在整個年度週期中的短暫時期內發生，而於此時的季節性獵物可用性也會最高。但這些獵物對氣候變化的反應速度可能會與鳥類生命階段不同。一些常見的物種，如斑姬鹟，可透過捕捉代替物（如飛蟲和蜘蛛）來餵養其後代，以彌補其繁殖時間和其首選獵物（毛蟲）種群規模之間的不匹配，但因為不同獵物的能源與營養成分有別，而導致斑姫鶲後代體重減輕，但仍能避免繁殖成功率大幅下降。由於北極氣候變化幅度大，導致北極的涉禽不匹配問題更加嚴重，甚至美國阿拉斯加州在2016年約有9,000隻海鸚和其他涉禽因飢餓而死亡等事件。長途遷徙的候鳥往往會對物候不匹配更加敏感，因為它們遷徙得越遠，就越難偵測到繁殖環境的變化，也越來越無法於採集食物和繁殖時做調整。目前在春季遷徙期間已發生更多的物候不匹配情況，導致具有更大不匹配或物候異步性的物種種群數量下降，具有較少氣候變化敏感性的物種就無需調整遷徙模式。如果由於天氣變暖，鳥類主要食物來源的最高可用性時間在在其遷徙時間之前發生，這類鳥類就會錯過採集資源的時機。
過去50年來觀測到鳥類物候已發生變化以作應對，例如春季遷徙時間的延長。不同的物種有不同的遷徙觸發因素，遷移模式也因此有不同的變化，但對於許多物種來說，短期內溫度與其他無法解釋的遷移時間變化之間存在相關性。一般來說，會最早遷徙的個體，時間會更為提前，而最晚遷移的個體，時間與以前相似或是較為延遲。北美洲的林柳鶯提供一個顯著的例子，在歷經為時60年的數據分析顯示，早春氣溫每升高一次，它們的遷徙似乎就會提前0.65天。關於這種轉變是否代表演化調適變化或是表型可塑性變化，尚存在一些科學爭論。換句話說，僅僅因為一個物種中有許多個體將其物候改變，並不代表這種變化一定會幫助這類個體獲得更高的繁殖成功率，並導致下一代的行為永久變化，因為個體表型的變化可能會不合時宜。此於氣候變化時尤其重要，因為其短期變率使得正確的時間調整變得更加困難，並且個體的多代可能會以相同的方式對此類環境變化做出反應，但並未產生最終的繁殖利益。一些鳥類的產蛋日期延後和提前春季遷徙時間的物種展現出更積極的種群數目趨勢（例如英國的一些雀形目鳥類），但提供的僅為間接證據。普通燕鷗是迄今為止少數幾個因面臨提前遷徙壓力（27年之間已提前9.3天）而被證實具有遺傳性的物種之一。

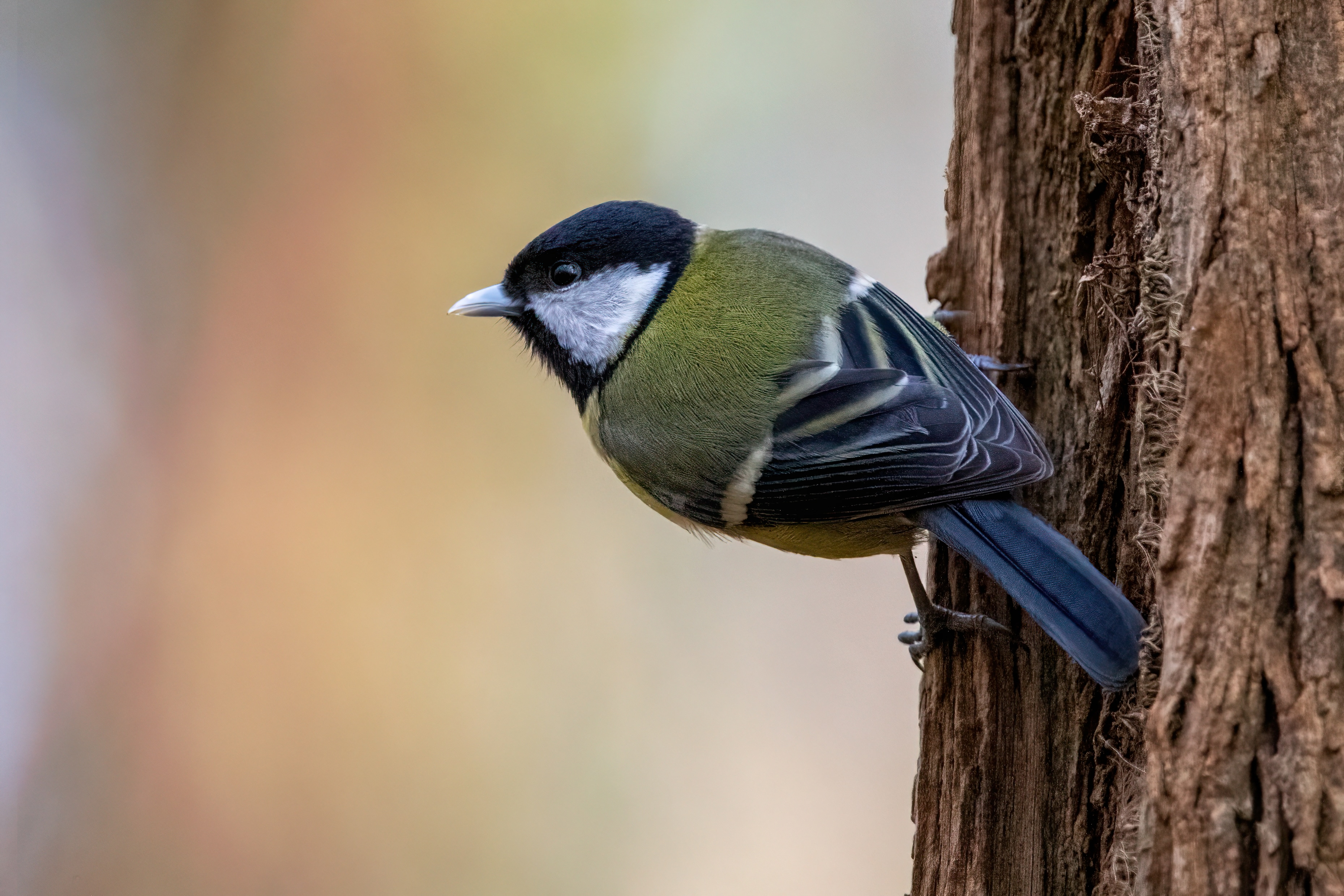
一隻歐亞大山雀。

歐亞大山雀是追蹤物候變化中複雜性的一個顯著例子。 2006年，由於它們的首選繁殖季節和毛蟲（其首選食物來源）的產卵高峰期之間存在>10天的不匹配，而導致這種鳥類有觀測到的種群數量下降。因此在毛蟲族群數量達到頂峰的季節早期所飼養的雛鳥比在毛蟲繁殖季節後期飼養的具有更好的生理狀況，這情況應是進化的驅動力。但毛蟲數量不僅受到氣候的影響，當地自營生物（如橡樹）的物理狀況往往對毛蟲數量更為重要，繼而對於歐亞大山雀產卵繁殖有最大的作用。然而在2021年，觀測中大山雀物候雖然繼續演化，但由於春末變暖速度減弱，自2006年起毛蟲數量的峰值變化要小得多，而導致大山雀的物候不匹配已大幅低於從前，表示調適成功，但將來若發生暖化，將會再次把這種不匹配加劇。如果《巴黎協定》得到簽署國忠實履行，升溫峰值控制在1.5°C (2.7°F) 或2°C (3.6°F)之內，這種不匹配預定會在2050年左右達到峰值，然後物種的調適應對會再次下降。預計在代表性濃度路徑4.5（RCP4.5）和RCP8.5這兩種更為嚴重的氣候變化情景下，平均物候不匹配（差異日數）於本世紀末將再次達到10天，甚至達到近乎史無前例的15天。

### 極端擾動事件

根據IPCC第六次評估報告預測，於不同全球升溫情景下，每十年才發生一次的極端天氣事件會增加的頻率。

除氣溫持續升高和降水模式變化之外，氣候變化還會增加極端天氣事件的發生頻率，而這類事件對受其影響的物種尤其有害。短嘴黑鳳頭鸚鵡是澳大利亞西南部的一個物種，僅在兩次極端天氣事件（2009年10月至2010年3月期間的嚴重熱浪和嚴重冰雹）之後，其種群數量就大幅減少。在歐洲，黃爪隼似乎已適應持續的變暖，但據觀察，它們在極端乾旱的月份裡會失去更多的後代。
已知氣候變化會導致植被乾燥並減少積雪範圍，而會增加世界許多地區發生野火的風險和嚴重程度。野火會破壞某些鳥類棲息地：2019年－2020年澳洲叢林大火之後，於新南威爾斯州海岸的鴯鶓亞群被認為面臨高風險。2020年美國西部野火，導致決明子交嘴雀僅有的兩個據點之一遭到大火吞噬。雖然大多數鳥類可在棲息地遭到破壞的情況下立即飛走而倖存，但它們仍然會受到野火煙霧的嚴重影響。對於候鳥來說，這是一個特別令人擔憂的問題，因為它們在遷徙途中易在充滿煙霧的地區受害。 於2020年，"至少有美國五個州和墨西哥四個州有數十萬甚至可能多達100萬隻鳥類死亡"，其中主要是遷徙物種。 這類"史無前例"的事件與野火煙霧有關聯。
涉禽棲息地經常受到海平面上升的負面影響，這不僅是由於海岸持續受海岸侵蝕作用而退化，也是由於會突然發生風暴潮和其他極端事件頻率增加的結果。預計到本世紀晚些時候，美國東岸的海平面會上升到足夠高的程度，一場大型熱帶氣旋就會將該地區笛鴴棲息地中的95%淹沒，而其將棲息地轉移到內陸的能力又會受到未來海岸線開發的限制。這個物種於美國墨西哥灣沿岸地區的族群也面臨風險，到2100年，棲息地僅因逐漸淹沒就有喪失16%的可能，且存在極端風暴和人類進一步開發海岸線的風險。諷刺的是，內陸笛鴴種群可能會受益於氣候變化引發的更強烈洪水，因為它們築巢所在的開闊沙洲只有定期受洪水淹沒才能避免植被過度生長，最好是每四年發生一次，這種情況在早期大量歐洲人到美洲殖民之前是常態，但現在由於為保護人們財產而執行的海岸線穩定工作，次數已減少到每二十年發生一次。因此，氣候變化後引發的洪水，可能會恢復該物種的歷史常態，但也會因氣候變化，而在某些情況下導致過度洪水，或是引發乾旱的風險。

### 影響範圍

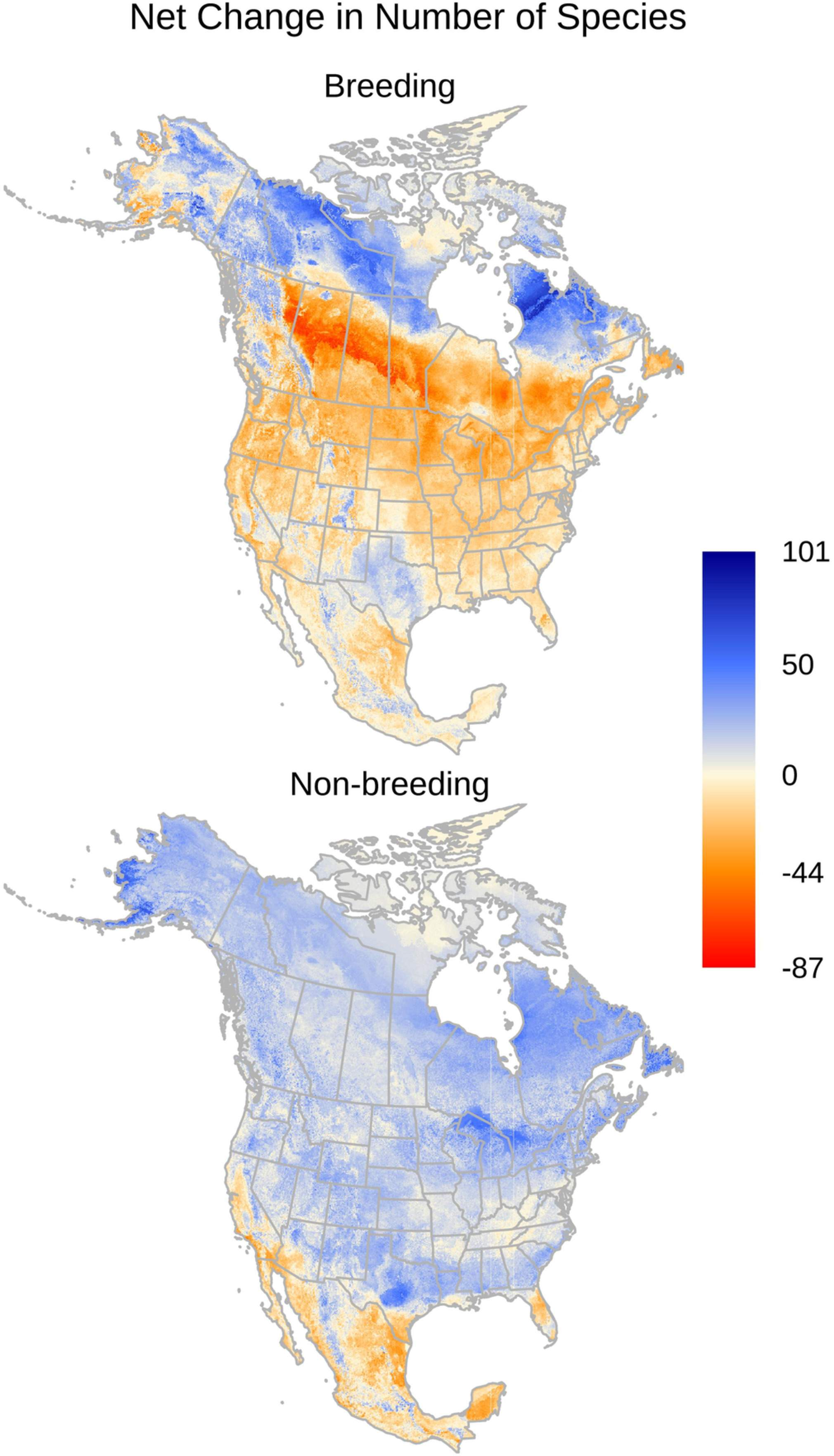
預計全球平均氣溫升溫3°C時，北美洲內會有鳥類淨移入（藍色）及淨移出（紅色）的區域。上圖為繁殖目的移入，下圖不為繁殖目的移入。

氣候變化會讓多種鳥類的築巢條件變得難以承受。例如涉禽在沙地築巢，而沿海的黃嘴燕鷗和笛鴴種群已知會遭受沙地溫度升高和有時變得太熱的影響，而沙漠鳥類在前所未有的炎熱天氣下會因脫水而死亡。預計許多鳥類的活動範圍將因此改變，因為"氣候變化迫使物種遷移、調適或是死亡。"例如人們觀測到幼小的家麻雀會比以往離開父母的巢穴更遠，主要是應對氣溫升高。氣候變化也與觀測到的銹色黑鸝數量下降和活動範圍縮小有關聯，銹色黑鸝鳥是種以前常見，但目前變得脆弱的北美洲物種。分佈範圍變化通常是往較高緯度地區遷移，有黑尾鷸的兩個亞洲亞種，預計它們更比以往接近北極點處。其整體棲息地可能會急劇縮小至目前面積的16%左右，所有先前的高度適宜區域都會消失。鳥類除向極地方向遷移之外，山區內的鳥類也往氣候較涼爽的高海拔地區移動。預計印度的1,091個物種中有66-73%將因氣候變化而往高處或是往北遷移。其中大約有60%的物種分佈範圍會縮小，剩餘的分佈範圍則會擴大。
除氣溫上升之外，氣候變化也會透過降水量變化而影響鳥類的活動範圍。例如，一些高山氣候區的降雨量會增加，與氣候變化對水循環影響的預測一致。這包括稀樹草鵐和角百靈的一些棲息地，如果當地連續下雨超過兩天，導致的每日雛鳥死亡率會較完全不下雨地區更高。灰頭知更鳥僅分佈於澳大利亞昆士蘭州東北部潮濕熱帶地區的雨林，也存在於新幾內亞高地。經電腦模擬，這種鳥類適應較低的溫度，只能在較高海拔地區找到這種條件，但它與其他物種不同的是它無法因氣溫升高而直接遷移到山上，否則在途中會遭受他們無法適應的過多降水。這些限制導致其特別容易受到未來氣候變化的影響。另一方面在北美洲，於高暖化情景下，預計柳鶲族群到2100年的數量將損失至少62% ，在中間情景下將損失36%，但在低暖化情景下可能不會發生任何損失（很大程度上是由於此種鳥類進化的緣故）。但如果未來發生乾旱，會尤其對該物種的築巢季節造成特別嚴重的影響，即使在低暖化情景下，最終也可能會失去大部分族群規模，而族群數量在較高溫度的情況下，會有減少93%或>99%的可能。
人類行為常與氣候變化的影響相互作用。例如在南美洲草原，在高溫情景下，預測到2080年坎波礦工會失去77-92%的棲地面積，在中間情景下，將失去68-74%的面積，由於缺乏這種鳥類的保護區，此情況尤其令人擔憂。由於氣候變化，非洲白頸鴉在北非的分佈範圍有所縮小，但在南部非洲的分佈範圍卻有所增加。氣候變化有利於南部非洲森林的發展（而非草原的發展），可提供更多的樹木讓它們築巢。然而它們在非洲南部的分佈範圍和密度的增加也得益於電力基礎設施，這些設施提供額外的築巢和棲息地，可能會增加該物種的總體數量。在北美洲，預計的鳥類範圍變化被奧杜邦學會的專家描述為"令人難以置信"。一方面是所餘適合棲息地的地理位置遙遠，另一方面是因為其中有些是非遷徙物種（難以跨越自然屏障到達新的適宜棲息地），只能透過輔助遷徙措施才能實現遷徙，否則就會發生一種局部地區滅絕的後果。

## 滅絕
根據在2012年所做的估計，平均氣溫每升高一度，就會導致100至500種陸地鳥類滅絕。到 2100年，氣溫升高3.5°C (6.3°F)時，同一研究估計將有600至900種陸地鳥類滅絕，其中有89%會發生在熱帶。於2013年發表的一項研究報告，估計包含在IUCN红色名錄上有608-851種鳥類(6-9%) 極易受到氣候變化的影響，而1,715-4,039種(17-41%) 鳥類目前尚未受到威脅，但未來有可能會因氣候變化將會受到。
一篇於2023年發表的論文，結論是到2100年，在高變暖SSP5-8.5情景下，由於更為乾旱，有51.79%的鳥類將失去至少一些棲息地，但只有5.25%的鳥類僅因乾旱就會失去一半以上的棲息地，而有1.29%的物種將失去整個棲息地。在“中間”SSP2-4.5情景下，這些數字會分別下降至38.65%、2.02%和0.95%，在高度緩解的SSP1-2.6情景下，這些數字會分別下降至22.83%、0.70%和0.49%。
於2015年所做的預測，在高溫RCP8.5情景，或是早期採電腦模擬的類似情景下，夏威夷的本土森林鳥類將因禽瘧疾的傳播而面臨滅絕的威脅，但在“中間”RCP4情境下將能繼續存在。對於北美洲大陸的604種鳥類，與2020年從事的一向研究，所得結論是如果氣溫上升1.5°C (2.7°F)，則有207種鳥類將有中度滅絕的脆弱性，47種鳥類則有高度滅絕的脆弱性。在2°C （3.6°F）情景時，數值變為198種具中度脆弱性和91中具高度脆弱性。在3°C（5.4°F）情景下，具高度脆弱性的 (205種) 高於中等脆弱性的 (140種)。如果把升溫穩定在1.5°C（2.7°F）的情景，物種滅絕風險將降低76%，而有38%不再具脆弱性。
如果升溫達到4.5°C (8.1°F)，預計非洲南部的米奧木博林地將失去約86%的鳥類。一項在2019年發表的估計，南部非洲喀拉哈里沙漠特有的鳥類（斑鶇鶥、黃嘴犀鳥和領伯勞）可能在本世紀末會幾乎消失，或是僅存於東部邊緣，取決於溫室氣體排放情況。估計氣溫不會高到徹底消滅鳥類，但仍會高到足以阻止它們維持足夠的體重和能量進行繁殖。到2022年，在沙漠最熱的南部地區，黃嘴犀鳥的繁殖成功率已下降。預測這些特定亞群將在2027年消失。同樣的，人們發現到2070年有兩種衣索比亞鳥類 - 白尾燕和灰叢鴉將失去其中的68-84%，和>90%的分佈區域。由於這些鳥類現有的地理分佈已非常有限，表示即使在受控制氣候變化情景下，它最終也可能因種群太小而無法支持存在，導致其呈現野外滅絕的現象。

## 氣候變化緩解行動的影響
從長遠來看，透過緩解氣候變化的影響對大多數鳥類有利。但緩解策略可能會產生更複雜的意外結果。有些可提供共同效益，例如森林管理可減少林木密度（降低火災燃料供應）而增加鳥類棲息地。某些再生生物質的種植策略也會較傳統農業做法增加整體物種多樣性。另一方面，潮汐能發電系統可能會對涉禽造成影響，但目前採用這種再生能源的地點不多，因此研究很少。
風力發電廠以會對鳥類造成危險而聞名，有傷害白尾海鵰和黃嘴天鵝等物種的紀錄。這可能是鳥類視覺的問題，大多數的往前視力都不佳。如果]風機設計更加顯眼，或安裝在更適當的地點，可能會減少鳥類撞上風機輪葉的機會。
估計美國每年有14萬至50萬隻鳥類因撞擊風機輪葉而亡，如果風力發電容量增加六倍，此一數字可能會增加到每年140萬隻。平均而言，北美大平原地區發生碰撞的頻率最低，每年約發生2.92次/風機，西部和東部地區發生碰撞的頻率較高（每年分別有4.72次/風機和6.86次/風機），而加利福尼亞州發生碰撞的頻率最高，每年有7.85次/風機。 
一般來說，較老的風電廠在裝設風機時往往較少將鳥類因素列入考慮，因此在改進裝設指南制定之前裝設的，有較高的死亡率。最新研究結果顯示在印度卡納塔卡邦，每台風機每年造成的死亡鳥類數目為0.26隻（同時包括鳥類和蝙蝠）。當有座海岸風力發電廠於東亞-澳大利西亞遷飛區上建立時，鳥類群落飛行模式在電廠運行一年後似乎已發生調整。但據估計，即使是較老的風電廠，2009年產生每吉瓦時(GWh) 發電量而喪生的鳥類數量也不到0.4隻，而以燃燒化石燃料的發電廠產生每吉瓦時(GWh) 發電量所造成的鳥類喪生數量就超過5隻。